# Kenton Duty
Jeffrey Kenton Duty (ur. 12 maja 1995 w Plano) – amerykański aktor i piosenkarz. Znany przede wszystkim z serialu Taniec rządzi, w którym gra Gunthera. Zagrał także gościnną rolę w serialu Zagubieni, gdzie zagrał młodego Jacoba.

## Filmy
| Rok  | Tytuł                      | Rola                | Notatki     |
| ---- | -------------------------- | ------------------- | ----------- |
| 2012 | Shake It Up: Made In Japan | Gunter Hessenheffer | główna rola |
| 2010 | Wariat na wolności         | Ethan Papadopolous  |             |
| 2009 | 2:13                       | Młody Russell       |             |
| 2007 | Christmas in Paradise      | Michael Marino      |             |

## Seriale
| Role główne       | Role główne    | Role główne              | Role główne                                          |
| Rok               | Tytuł          | Rola                     | Notatki                                              |
| ----------------- | -------------- | ------------------------ | ---------------------------------------------------- |
| 2010-2013         | Taniec rządzi  | Gunther Hessenheffer     | Rola główna (1-2 sezon), rola drugoplanowa (3 sezon) |
| Role drugoplanowe |                |                          |                                                      |
| Rok               | Tytuł          | Rola                     | Notatki                                              |
| 2009              | Ctrl           | Młody Ben                |                                                      |
| Role gościnne     |                |                          |                                                      |
| Rok               | Tytuł          | Rola                     | Notatki                                              |
| 2004-2010         | Zagubieni      | Młody Jacob / Nastolatek |                                                      |
| 2003-2010         | Dowody zbrodni | Chuck Collier '69        |                                                      |